# 星正人
星 正人（ほし まさと、1954年6月20日 - ）は、日本の元俳優。本名同じ。東京都出身。明星大学中退。

## 来歴
映画『青春讃歌 暴力学園大革命』（1975年）で主演デビュー。1976年にテレビドラマ『七色とんがらし』でレギュラー出演した後、『刑事くん』の二代目主人公となる。その甘いマスクからアイドル的人気を得ており、ブロマイド売上で1975年度男性俳優部門12位、1976年度12位に入った。1980年代に入るとそれまでの二枚目役だけでなく、悪役・敵役も演じた。1987年、体調不良を理由に芸能界を引退。

## 出演

### 映画
- 青春讃歌 暴力学園大革命（1975年、東映） - 天田功　※第1回主演作品（ビデオ未発売）
- 男組（1975年、東映） - 主演・流全次郎
- 青い性（1975年、東映） - 佐久間大助
- 爆発! 暴走遊戯（1976年、東映） - 真一
- キンキンのルンペン大将（1976年、東映） - 山田信介
- 俺の空（1977年、東宝） - 安田一平
- 日本の首領 野望篇（1977年、東映） - 柴田和則
- 暴力戦士（1979年、東映） - ジミー
- 化身（1986年、東映） - 桂
- 首都消失（1987年、東宝）

### テレビドラマ
- ナショナルゴールデン劇場 七色とんがらし （1976年、NET / 東映） - 鮫島信行
- 刑事くん 第5部（1976年、TBS / 東映） - 主演・勝山剛
- 水曜劇場 ふたりでひとり（1976年、TBS）
- 非情のライセンス 第2シリーズ 第81話「兇悪の暴走族」（1976年、NET / 東映） - 三田治
- 夜明けの刑事 第103話「快速球殺人！」（1977年、TBS / 大映テレビ） - 中島茂
- 怪人二十面相 第17話「大変だ! ヒメが恋しちゃったぞ」（1977年5月7日、CX）
- 野望 （1977年、ANB / 東映） - 増沢和夫
- 横溝正史シリーズ 悪魔が来りて笛を吹く 第1話-第5話（1977年、MBS / 東宝） - 新宮一彦
- 土曜ワイド劇場（ANB）
  - いのちある限り　燃えろ! 熱球（1977年11月26日、ANB）
  - 3DKの通り魔（1982年） - 青山（石田純一）の旧友
  - 美談の団地心中 二人の男に愛された女 赤い風船飛んだ! さよなら（1982年）
  - 三毛猫ホームズの運動会（1983年） - 大町刑事
  - 松本清張の断線（1983年）
  - 愛人バンク殺人事件　夢を売る女たち　「月4回、20万円…」（1984年2月11日）
- 特捜最前線 第57話「改造拳銃・失われたロック!」（1978年5月3日、ANB / 東映）
- 新幹線公安官 第2シリーズ 第18話「逆恨みの三又路」（1978年、ANB / 東映）
- スパイダーマン 第6話「戦慄の実験室! 悪魔のモンスター教授」（1978年、12ch / 東映） - 松木洋介
- 大都会 PARTIII（1978年 - 1979年、NTV / 石原プロ） - 城西署捜査一課・虎田功刑事（トラ）
- 鉄道公安官（1979年 - 1980年、ANB / 東映） - 小林健二
- 爆走! ドーベルマン刑事（1980年、ANB / 東映） - 酒井一郎刑事
- 四季・奈津子（1980年、TBS）
- 愛のホットライン（1981年、CX / セントラル・アーツ） - 海野宏
- 加山雄三のブラック・ジャック（1981年1月15日、テレビ朝日、松竹、加山プロモーション）
- 鬼平犯科帳 第2シリーズ 第10話 「いろおとこ」(1981年、ANB / 東宝) - 寺田金三郎・寺田又太郎（一人二役） ※萬屋錦之介版
- 影の軍団II（1981年、KTV / 東映） - 歌之助
- 西部警察 第117話「眼を開け! カウボーイ」（1982年、ANB / 石原プロ） - 杉本
- 遠山の金さん 第1シリーズ 第13話「危うし! 遠山金四郎お命頂戴!」（1982年、ANB / 東映） - 矢吹進之助
- 松平右近事件帳（1982年、NTV / ユニオン映画）　第32話『帰ってきた土蔵破り」- 文吉
- のぶ子の災難（1982年、TBS）- 重田一男
- 暴れん坊将軍II（ANB / 東映）
  - 第21話「裏切りを覗いた女」（1983年） - 神尾清二郎
  - 第43話「鉄火意気地のおんな河岸」（1984年） - 前田源之進
  - 第81話「夢は盗っ人大明神!」（1984年） - 八木沢菊次郎
  - 第109話「妹よ! この兄に罪ありや」(1985年） - 田所静馬
- 火曜サスペンス劇場（NTV）
  - その朝おまえは何を見たか（1983年6月7日）
  - 観覧車は見ていた（1984年12月11日）
  - 私が死んだ夜（1985年12月11日）
- 太陽にほえろ!（NTV / 東宝）
  - 第584話「盗聴」（1984年1月6日） - 新田春彦
  - 第649話「ラストダンス」（1985年5月17日） - 宮田ハルヤ
- 大江戸捜査網（TX / ヴァンフィル）
  - 第571話「牢破り 殺しの包囲網」（1982年） - 新吉
  - 第615話「新隠密登場! つばくろの茜」（1983年） - 兵助
- 新・大江戸捜査網（TX / ヴァンフィル）
  - 第2話「走れ炎のごとく新隠密軍団」（1984年） - 太助
  - 第14話「浮草慕情おんな節」（1984年） - 佐吉
- 月曜ワイド劇場「団地妻の告白 ペンキ魔があばく性の秘密」（1984年8月14日、ANB）
- 木曜ゴールデンドラマ「嫁と姑の隣人戦争III」（1986年、YTV）
- 長七郎江戸日記 第1シリーズ 第95話「鶴の恩返し」（1986年、NTV / ユニオン映画）
- あぶない刑事 第10話「激突」（1986年、NTV / セントラル・アーツ） - 銀星会会長の息子・長尾彰
- 若大将天下ご免! 第20話「望郷恋唄流れ武士!」（1987年、ANB / 東映） - 深見蔵人

### 吹替
- ハーディー・ボーイズ&ナンシー・ドルー（1979年） - ジョー・ハーディ 役

### バラエティー番組
- ぎんざNOW!（1975年：火曜レギュラー）
明星大学時代のバンド仲間でもある「ファンシーハウス」というバンドを従えて、ギターを弾きながらオリジナル曲を歌った。
- うそつきクイズ（日本テレビ）